# Limnophila repens
Limnophila repens là một loài thực vật có hoa trong họ Mã đề. Loài này được (Benth.) Benth. mô tả khoa học đầu tiên năm 1846.